# Гончие собаки

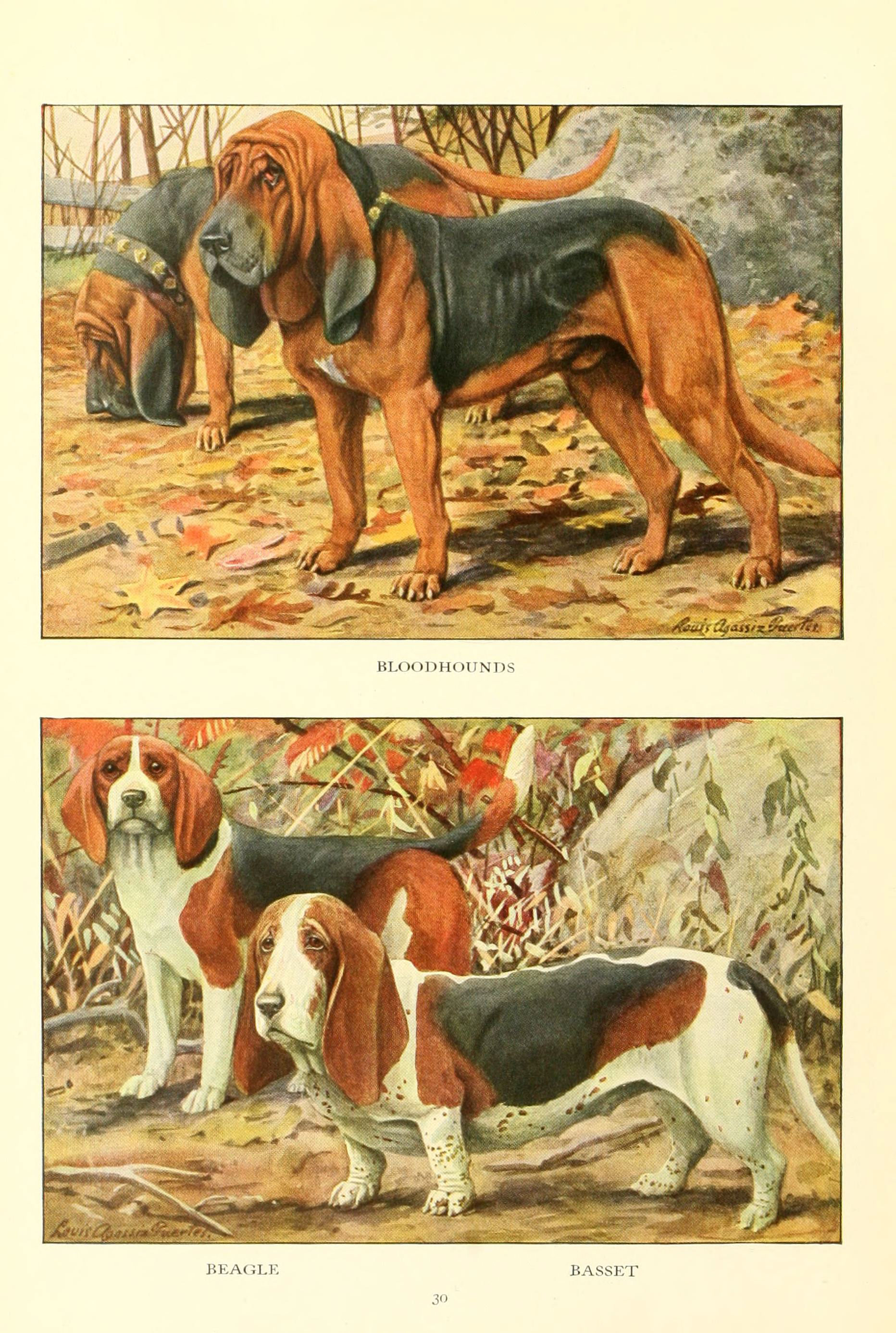
Гончие: бладхаунд, бассет-хаунд, бигль. The book of dogs Washington, D. C.,The National geographic society (1919)

Гончие собаки — многочисленная группа пород охотничьих собак.
Охотничье назначение гончей собаки состоит в том, чтобы, найдя чутьем след четвероногой дичи, гнаться с лаем по этому следу и преследовать дичь или до полного изнеможения её, или до нагона её на охотника. Гончие собаки разных пород сходны по внешнему облику и манере работы. Это самая многочисленная группа современных охотничьих собак.

## Исторические корни

### Европейская история
Первые изображения гончих и сцен охоты с ними имеются на древних египетских памятниках (2000—2500 лет до н. э.). Первыми письменными источниками, в которых упоминается гончая собака, были «Илиада» и «Одиссея» Гомера и «Сочинение об охоте» Кимона Афинского. Кимон упоминает о разных породах гончих (индийской, критской, локридской, лаконской). Гончие использовались как травильные собаки, гнали зверя молча, а давали голос лишь увидев его, затем догоняли и сдавливали. В такой охоте предпочтительными были крупные и сильные собаки. В Европе с гончими охотились галлы, франки, и древние германцы.
Особое развитие охота с гончими получила в Европе в Средние века, особенно во Франции, именно там выведено множество пород гончих, многие из которых уже утрачены. В Англии культивировались парфорсные охоты и были выведены породы английских гончих для разных видов охоты (харьеры и бигли для охоты на зайца, фоксхаунды — на лисиц, стэгхаунды на оленей, оттерхаунды для охоты на выдру, породы кровяных гончих, идущих по кровавому следу раненого зверя, и т. д.). Такое разнообразие специализированных гончих возникло благодаря кельтским гончим, появившимся в Европе в VII—V столетии до нашей эры. Кельтские гончие обладали одноцветным песочным или коричневым окрасом, обладали ярким инстинктом преследования зверя по следу и выдающейся способностью к ориентации в зарослях и возвращению к месту напуска на зверя, а также избирательностью работы по разному зверю.
Несколько иное направление в разведении гончих существовало в Германии. Одна из старейших европейских гончих выведена в Словакии — словацкий копов. Известны небольшие гончие Швейцарии, составившие основу современных эстонских, шведских и других гончих. В охоте с ними главным достоинством собаки было упорство в преследовании зверя (вязкость). Горные гончие специализируются в охоте на серну в тяжёлых горных условиях. Во первой половине XVIII века получили развитие породы, специализирующиеся на работе по горячему и холодному кровяному следу, выслеживающие зверя без подачи голоса.

### Гончие в России
Есть свидетельства об их существовании издревле, в частности, упоминание выжлеца в былине об Илье Муромце и Добрыне Никитиче, изображения охотничьих собак на фресках Киево-Софийского монастыря XI века, по мнению барона Розена, изображающие гончих, но доказательств, признаваемых всеми учёными, нет. Гончие упомянуты во времена правления Михаила Фёдоровича, который посылал псарей за борзыми, гончими и меделянскими собаками для царской охоты, но впоследствии царская псовая охота пришла в упадок и возродилась лишь при Петре II: в 1730 году в Измайловской охоте содержались 50 французских гончих, 128 русских гончих и 4 бладхаунда. При царях-иностранцах императорская охота приобрела черты западно-европейской, стали практиковаться немецкие и парфорсные охоты, для которых из Европы выписывали доезжачих (пикеров), ввозили зарубежных собак — гончих, бассетов, биглей.
Русская охота начала активно развиваться после издания в 1762 году манифеста о вольности дворянства, когда вошла в моду комплектная охота. Задачей гончих в такой охоте было выставить зверя на свору борзых. Такая работа считалась подсобной, оценивалось лишь рабочее качество стаи. Разведение было в значительной степени стихийным, за чистотой крови не следили. К 80-м годам XIX века тип русской гончей был практически утерян. Ружейная охота с гончими распространилась в Россию из Польши и получила особенное развитие после отмены крепостного права и почти полного исчезновения комплектной охоты. Пешая охота стала доступна широким слоям населения.
В первое описание гончих встречается в русской литературе в 1791 году во втором издании книги В. А. Лёвшина «Совершенный егерь…». В 1810 году в «Псовом охотнике» В. А. Лёвшин описал «несколько родов» гончих, назвав среди них французских, английских, германских, курляндских брудастых, русских и костромских. В журнале «Природа и охота» в 1879—1885 годах публиковались произведения известного русского гончатника Н. П. Кишенского «Записки охотника Тверской губернии» и «Опыт генеалогии собак». В этих работах Кишенский называл десять известных в России «коренных пород», в их числе старинная русская, костромская, русская пешая, курляндская, польская заячья, польская паратая, польская тяжелая, английский лисогон, арлекин и бурдастая гончая. В трудах Кишенского упоминаются и другие породы гончих. В более поздних работах Кишенский объединяет породы в три группы — западных, восточных и брудастых. «В России, — писал Кишенский, — в силу особенностей природных условий и охоты требовалась гончая средней паратости, очень голосистая и способная к составлению громадных стай, как можно более выносливая, были выведены старинные русские и костромские гончие путём скрещивания в том числе с западными породами». В знаменитой Першинской охоте, созданной в конце XIX века князем Николаем Николаевичем, помимо 145 борзых, состояли 100 гончих. В Першино были выведены лучшие экземпляры русских и англо-русских гончих, селекционная работа велась на основе рязанских и тамбовских гончих. Пешая ружейная охота с несколькими смычками или даже с одной собакой предъявляла свои требования к гончей: это должна быть голосистая, вязкая собака с отличным чутьём. Эти качества гончие получили от прилития крови польских пород.
В московском Манеже 26 декабря 1874 года состоялась Первая выставка охотничьих собак и лошадей. На выставке были представлены и гончие охот С. С. Кареева, П. В. Бахметьева, Д. Я. Рошфора, С. М. Глебова. С этого времени в России началась работа по созданию устойчивого типа русской гончей и созданию стандарта. В 1901 году прошли первые пробы гончих.

## Работа гончей
Работа гончей на охоте складывается из элементов, которые могут различаться в зависимости от условий охоты, цели и других обстоятельств.

### Комплектная охота[3]
В старинной комплектной охоте гончие использовались стаей в 20 и более смычков совместно со сворой борзых. Это исключительно верховая охота, и стая гончих должна была следовать за лошадью доезжачего, при этом собаки не были пристёгнуты смычками, чтобы не создавать шума вблизи волчьего логова. Собаки не должны были выскакивать из плотной стаи в погоне за случайным зайцем, за этим следили выжлятники. Процесс обучения собак движением за лошадью называли приездкой.
Доезжачие подводили стаю как можно ближе к предполагаемому логову волка и посылали собак в поиск (полаз). Когда одна или несколько собак находили логово и поднимали зверя, начиная гон, остальные собаки должны были присоединиться к ним (подвалить), чтобы гон вёлся слаженно, всей стаей. Способность собаки быстро прекращать полаз и присоединяться к общему гону называют свальчивостью, а слаженный гон обеспечивается стайностью и равной скоростью бега собак, или ровностью ног.
Когда в процессе гона зверь выбирался из зарослей на открытое пространство, вступали борзые, которые должны были затравить волка. В это время гончие должны были прекратить гон, чтобы не сорвать охоту. Готовность собак, невзирая на азарт, послушно прекратить гон и подойти на звук рога или зов доезжачего или выжлятника называют позывистостью. Позывистость достигается терпеливым и целенаправленным воспитанием.
Еще одно качество гончих в условиях жизни в больших усадьбах — нейтральное отношение к домашним животным и скоту, которое называют вежливостью.

### Пешая ружейная охота
Пешая ружейная охота, как правило, сопровождается одной собакой или смычком (парой), редко стайкой из трёх-четырёх собак. Такая охота требует от собак большей самостоятельности в работе.
Первой задачей является нахождение зверя. Поиск гончей, или полаз, должен быть широким, собака удаляется от охотника на довольно большое расстояние. Гончая движется не слишком быстро, сообразуясь со скоростью движения охотника, перемещается то вправо, то влево от него, обследуя все места, где может затаиться зверь. В полазе гончая должна отыскать и поднять зверя. Способность гончей к успешному поиску принято называть добычливостью. Если во время полаза охотник увидит убегающего зверя, он зовёт собаку, чтобы наставить её на свежий след; готовность гончей прекратить полаз и начать гон по команде называют назывистостью.
Поднятый зверь пытается уйти от преследования, и гончая должна удержать след, для этого требуются хорошее чутьё и настойчивость в преследовании (вязкость). Кроме того, преследуемый зверь может путать след. Гончая должна уметь разобраться в нём, а в случае потери следа (скол) двигаться кругами, чтобы вновь отыскать его. Заяц, запутав след, может затаиться рядом, и круги при поиске зайца должны быть небольшими. Лисица и волк могут уйти довольно далеко, и гончая должна вести поиск по более широкому кругу. Выбор тактики поиска определяется опытностью и сметкой собаки. Способность гончей уверенно разобраться в следах, ориентироваться при сколе называют мастерством.
Гончая, работающая по следу, должна быть голосистой. Охотники предъявляют особые требования к манере гончей издавать звуки при преследовании зверя.
Злобность к зверю — наследуемое качество, которое заставляет гончую гнаться за волком и лисицей, которых охотники называют «красным зверем», предпочитая их зайцу. Злобные к зверю гончие не отступают даже перед следом медведя.
Быстрые, или паратые, собаки считаются более выгодными в охоте, чем медленные (пешие). В работе гончей важна также выносливость (нестомчивость). В благоприятных погодных условиях нестомчивая гончая может эффективно работать три дня от зари до зари, после этого ей нужен отдых.
При работе в смычке или небольшой стае также востребованы свальчивость и ровность ног.
Гончие нередко становились добычей волков, выходивших на голос работающей смычки или стаи. Для защиты от хищников на ошейники гончих подвешивали колокольчики и красные флажки.

### Работа по кровяному следу

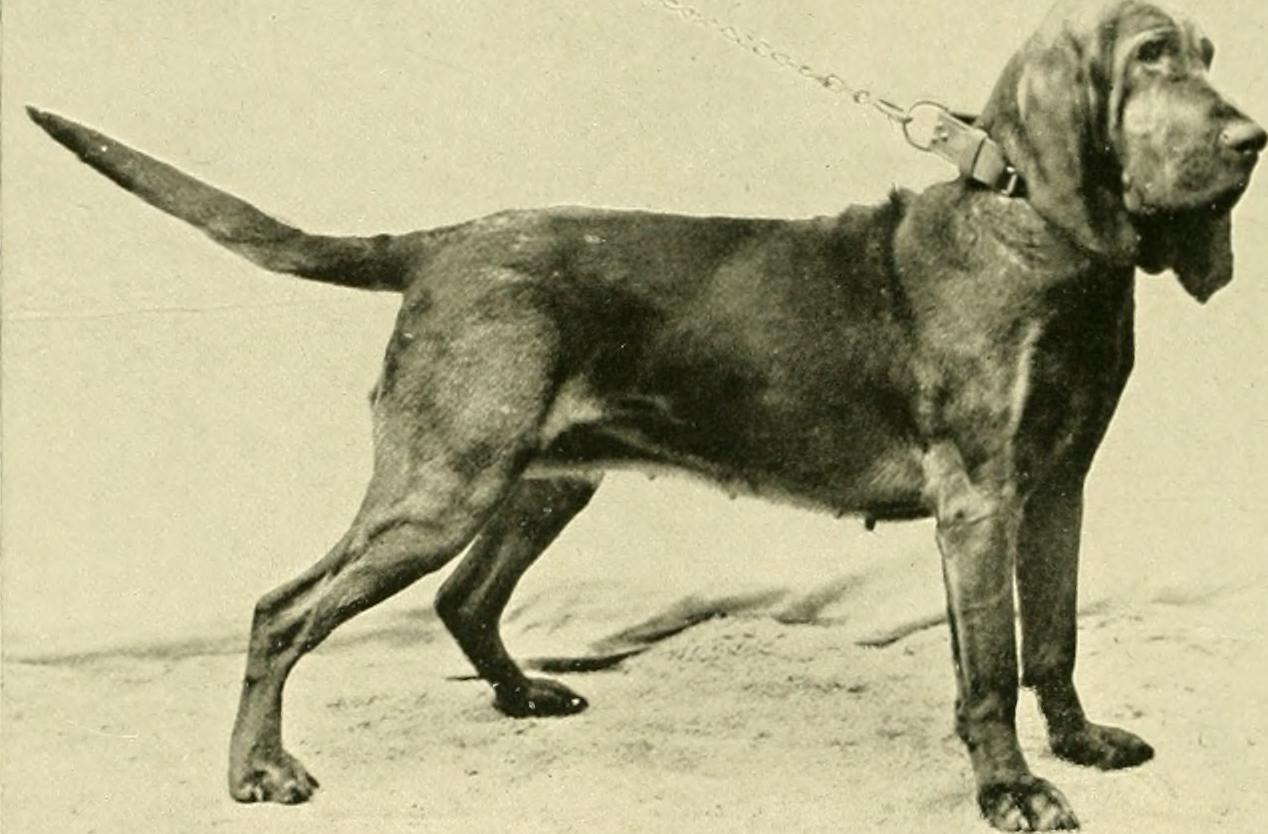
Гончая по кровяному следу

Гончие по кровяному следу — отдельная группа гончих собак, наиболее подходящих для выслеживания подранков, обычно, копытных — лося, косули, а также кабана. В принципе, любая собака способна идти по следу подранка, но такая охота имеет свои особенности. Поиск подранка по старому следу может быть долгим, поэтому собака должна обладать чрезвычайной выносливостью. Идя по кровяному следу, собаке нет необходимости подавать голос, зато обнаружив раненого зверя, собака должна лаем привлечь охотника и указать место лёжки. Гончие по кровяному следу характеризуются великолепным чутьём, спокойным характером, они не должны скалываться на другой след, хотя бы и более свежий, или на случайную дичь.

### Испытания[3]
Для оценки рабочих качеств гончих проводят полевые испытания, в которых эксперты по балльной системе оценивают описанные выше качества гончих собак, работающих индивидуально, в смычках или стаях. Испытания обычно проходят весной или осенью, по зайцу, лисице и шакалу, отдельно проводятся испытания для кровяных гончих. Правила испытания собак устанавливаются охотничьими или кинологическими организациями.

## Породные особенности гончих

### Внешний вид
При описании внешнего вида и статей гончих часто используют традиционную охотничью терминологию.
У всех гончих висячие уши. По форме уши могут быть круглыми, треугольными, лопухами, длинными, короткими и в трубку. Встречаются уши мягкие, тонкие и шелковистые, у некоторых пород — толстые и жёсткие. Морда гончей носит название «щипец», а мочку носа называют чутьём. Чутьё должно быть ровное, курносость — вздёрнутое чутье — гончим не свойственна. Мочка носа должна быть непременно чёрной, во всех породах розовое, коричневое или частично окрашенное чутьё считается пороком. Губы обычно плотно прилегающие, у некоторых пород нижние губы в углах отвисают, образуя брыли.
У большинства гончих череп заканчивается скруглённым закатом в месте перехода к шее. Выдающийся на затылке гребень в месте сращения теменных и затылочной костей называют остряком, выраженный резко — соколком. Шея может быть длинной или короткой, встречается подбрудок — отвисающие внизу у шеи складки кожи.

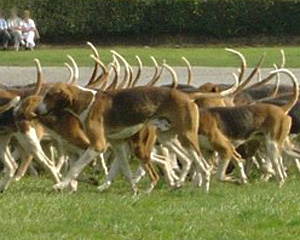
Свора фоксхаундов

Корпус гончих принято называть колодкой, различают сбитую колодку, свойственную собакам квадратного формата, или растянутую. Живот должен плавно подниматься к паху, не образуя резкого подрыва, не свойственного облику гончей и придающего собаке «борзоватость». Спина гончих прямая, провислая или горбатая спина считается серьёзным недостатком; для некоторых пород может быть характерна высокоперёдость (русская гончая) или низкоперёдость (английский фоксхаунд). Грудь достаточно, но не чрезмерно, широкая, рёбра опущены до локтей, по форме рёбра могут быть выпуклыми или плоскими. Мелкогрудых, узкогрудых собак называют лещеватыми (похожими на леща).
Гончие должны обладать крепким костяком, чтобы иметь возможность подолгу охотиться. Наклонное положение лопатки более выгодно в беге, сочленения задних должны образовывать тупой угол, по форме напоминающей лук — «лучковатые». Плюсны, или «пазанки», должны стоять вертикально, собаку с наклонными, подающимися вперёд пазанками, называют подлыжеватой. Лапы «кошачьи» или «волчьи», упругие пальцы должны быть плотно сжаты, чтобы защитить мягкие ткани от ранений, когти должны упираться в землю. Бывают «русачьи» лапы с удлинёнными пальцами. Встречаются прибылые пальцы. Гон — хвост — редькой, толстый у основания, к концу сужается, не имеет очёсов.
Шерсть гончих называют псо́виной. Псовина короткая, прямая. У выжлецов может образовывать «загривину». Для некоторых пород гончих характерен подшёрсток. У гончих встречаются чепрачный, красно-жёлтый, волчий, пегий окрасы. Гончие-арлекины обладали мраморной расцветкой.

### Рабочие качества
Свойства хороших гончих собак заключаются в:
- вязкости (настойчивости в преследовании),
- верности (лает только по преследуемой дичи),
- полазистости (умении разыскать дичь),
- паратости (быстроте гона),
- нестомчивости (неутомимости во время продолжительного преследования),
- хороших голосах (сильном, чистом, музыкальном и звонком лае),
- мастерстве (навыках в работе),
- хорошем чутье,
- стайности (способности гнать зверя стаей или смычком, не отделяясь друг от друга),
- свальчивости (быстром сборе смычка или стаи),
- ровности ног (дружности стайного гона),
- позывистости (послушании к вызову),
- вежливости (повиновении охотнику, а также равнодушии к домашнему скоту).

Требования к рабочим качествам собаки зависят от способа охоты с ней. Р. И. Шиян указал, что основное различие сводится к тому, в какой степени у собаки развита вязкость. В подружейной охоте вязкость должна быть выражена в наибольшей степени. В парфорсной охоте, где стая собак работает в присутствии человека, вязкость не нужна. В облавной охоте, где собаки вместе с охотниками-загонщиками должны найти зверя, спугнуть его и выгнать в сторону стрелков, вязкость даже вредна. Как облавные, так и подружейные гончие должны обладать злобой к зверю, чтобы преследовать не только съедобную дичь, но и хищников. Вслед за вязкостью по важности Шиян ставит чутьё и мастерство, от которых зависит верность гона и которые в основном определяют добычливость. И лишь третье место отдаётся доносчивости и фигурности голоса, а также паратости.

### Голос
Голос гончей — уникальное качество, только гончие собаки, преследуя зверя, непрерывно лают. Н. П. Пахомов назвал голос лучшим украшением гончей, отличающим её от других пород. Во время гона охотник не видит собаку, и лишь по звуку её голоса может судить, где находится зверь и когда можно ожидать его подхода. Утверждают, что по голосу можно судить и о том, какого зверя гонит собака. Голос, который отдаёт собака в ходе гона, отличается от обычного лая. Голос должен быть доносчивым, чтобы быть слышным издалека, в том числе при ветре. Охотничья терминология красочно описывает голоса гончих, выделяя голос басистый (башур); с гнусью, или томный, похожий на заунывный плач; заливистый, тембр которого звучит непрерывно, переходя от высоких нот к низким; фигурный, варьирующийся между двумя-тремя разными нотами. Редко встречается сплошной рёв на низких тонах — за́рев. Ярким называют звучный и частый лай, доносчивый, то есть слышный издалека. Ординарные и слабые голоса, редкоскалость (собака подаёт голос через большие промежутки времени) в охоте неудобны и считаются недостатком. Гончая ни в коем случае не должна лаять, если не гонит зверя. Собак, лающих попусту, на старых тропах и сколах называют пустобрёхами. Такое качество считается очень вредным, потому что при работе в смычке или стае гончая-пустобрёх может испортить и других собак. Музыкальная окраска голосов гончих передаётся по наследству.
Голоса гончих представляют собой не лай, а непрерывное пение, позволяющее следить за ходом охоты: звуковая картина распадается на три части, соответствующие этапам работы. В стадии гона и добора голоса звучат спокойно, но беспорядочно. Подъем дичи и гон по-зрячему сопровождаются громким экспрессивным пением более высокого тона. Гон по горячему следу сопровождается ритмичными звуками, придающими индивидуальный, свойственный конкретной стае, колорит. При подборе стаи гончих охотники стремились подобрать собак с определёнными голосами, создавая своеобразный хор. В стае должны были быть басы, средние и высокие голоса. Голоса гончих и музыкальные особенности их лая описаны многими авторами. По мнению любителей охоты с гончими, музыка гона придаёт красоту охоте.

### Особенности темперамента и поведения
Поведенческий профиль большинства пород гончих характеризуется следующими признаками:
- агрессия редка. Агрессия к человеку может проявляться специфическим образом: собака может воспринимать человека как объект охоты.
- социальность высокая, это качество обусловливает способность гончих эффективно работать в паре или группе;
- охотничье поведение развито в абсолютной степени: большинство гончих нацелены исключительно на преследование зверя и не стремятся к его поимке;
- территориальность практически не развита; может наблюдаться в поведении кровяных гончих, среди предков которых есть мастифы;
- подвижность нервной системы невысокая, торможение включается с затруднением. Взяв след, собака будет упорно идти по нему (вязкость);
- лёгкость переключения внимания низкая: преследуя зверя, собака не отвлекается на окружающее даже в случае опасности.
- аффектированность выражена слабо, проявляется  преимущественно в предвкушении и процессе охоты. Возбуждение проявляется лаем.
- инфантильность не свойственна: собака часто работает на удалении от человека и должна быть способна самостоятельно принимать решения.

## Разновидности гончих XVIII—XIX веков

### Костромские гончие
Как писал в своей книге «Гончая и охота с ней», В. И. Казанский, «особенно популярны были собаки Н. П. Кишенского, помещика Тверской губернии (сельцо Охотничье). Выше уже говорилось, что владелец усиленно рекламировал своих гончих как единственно подлинных „костромичей“. Первоначально он добился больших успехов, и в его охоте были рослые, сильные собаки, действительно обладавшие отличными рабочими данными. В их основном чепрачном окрасе имелась особенность: белые отметины на лапах, конце гона, груди и белая загривина, иногда образовывавшая как бы белый ошейник.
В дальнейшем гончие Н. П. Кишенского вследствие неправильного ведения породы выродились, измельчали, утратили свою породность и рабочие качества.
Следует сказать, что гончие завода Кишенского попали в родословные некоторых собак, с которых советским гончатникам пришлось начинать племенную работу с гончей. Например, прямой потомок собак Н. П. Кишенского Пискля владельца Яльцева (г. Алатырь), сыграла в 20-х годах заметную роль в работе советских собаководов.»

### Старинные русские гончие
— ростом до 16 вершков, замечательные выносливостью и неприхотливостью, но также грубостью и отчаянною злостью;

### Русские пегие гончие
В России в XIX и первой половине XX века одно из виднейших мест среди гончих пород принадлежало англо-русской, которая в настоящее время называется русской пегой гончей.
Одной из причин, послуживших к её образованию, явилось то обстоятельство, что под влиянием бессистемного ведения породы в середине прошлого века русские гончие перестали представлять собой единый тип, единую породу, а скорее превратились во множество самостоятельных подтипов и семей, зачастую имевших кровь польских гончих, арлекина и брудастой.
Поэтому некоторые русские любители псовых охот невольно соблазнились фоксгаундом, собакой в то время высокопородной, отлично сложенной, красивой и нарядно окрашенной. Кроме того, порода фоксгаунд была весьма однотипной и стандартной, обладала паратостью и злобой к зверю. Особенно последней не хватало русским гончим некоторых охот, где собаки стали даже негодны для охоты по волку.
Наиболее известны были англо-русские стаи Березникова, гатчинская, першинская (имевшая значительную примесь французской гончей и отличавшаяся своеобразным солово-пегим окрасом) и, наконец, самая знаменитая Глебовская стая, которая была оформлена как англо-русская примерно в 1830 году после того, как Глебовым были широко использованы в вязках фоксгаунды «Бургам» и «Кромвел». Кроме этих стай, надо назвать ещё небольшую, но быстро выдвинувшуюся группу собак Крамаренко.
Глебовские гончие особенно славились, так как отличались выдающимися полевыми достоинствами, особенно чутьем, паратостью и злобой к волку. Эти собаки сыграли главную роль в образовании современной русской пегой гончей.
В период гражданской войны основная часть англо-русских гончих погибла, и на первой, в советское время, Московской выставке собак 1923 года их было всего восемь штук и притом крайне разнотипных.
Так как ещё не существовало стандарта породы, то на одной выставке выступали на общем ринге черно-пегие англо-русские собаки и солово-пегие англо-франко-русские, а на другой они разделялись на две породы. В дальнейшем стали появляться ценные, высокопородные и типичные для породы производители, и начавшееся первичное формирование её по экстерьеру получило значительное движение.
В декабрьском номере журнала Всекохотсоюза «Охотник» за 1924 год появилось обращение доктора Корниловича из г. Ново-Хопёрска, предлагавшего использовать в породе принадлежащих ему Вопилу, Плакуна, Сорочая и Сороку. Эти собаки являлись близкими потомками собак Глебова, были очень породны, но несколько мелковаты и беднокостны. Гончие Корниловича сыграли большую роль в деле создания современней русской пегой гончей. Они вошли в родословные собак ЦС ВВОО (например, линия Сорочая), от них также произошла стая Тихомирова и Листака из г. Острова, Псковской области. Потомки этой стаи Сорочай и Сорока москвича Якунина дали, в свою очередь, группу собак ДСО Динамо, послужившую образцом для описания породных признаков современного типа русской пегой гончей.
В 1925 году Первый всесоюзный кинологический съезд признал англо-русских гончих полноценной породой и выработал первый стандарт — описание породных признаков.
На Московской выставке собак 1927 года был показан Заливай Чукаева из г. Зарайска, Рязанской области. Этот выжлец обладал редкой породностью и имел отличное сложение. От него было получено многочисленное потомство, которое вошло во многие лучшие современные линии породы. Заливай Чукаева получил полевой диплом и стал первым чемпионом в породе. Он так же, как и собаки Корниловича, происходил от собак глебовской стаи.
Кроме него, оказал значительное влияние на породу Гром Главатчука (г. Тула), также происходивший от глебовских гончих.
Немаловажную роль сыграли в образовании породы также чемпион Помчило Бочарова, фоксгаунд Чешайр-Стелла Зубаровского, вывезенная из Англии, Бандит Масловского (от вязки Бандита с Чешайр-Стеллой были получены Сват и Выплач, послужившие созданию некоторых линий англо-русских гончих). Нельзя не назвать и Душилу Купцова, лучшего представителя англо-франко-русских гончих. Этот выжлец также встречается во многих родословных нынешних русских пегих гончих. К концу тридцатых — началу сороковых годов получили известность несколько наиболее интересных групп — заводских линий.
1) Островская — Тихомирова — Листака, созданная путём тесного инбридинга на основе собак Корниловича. Среди этих гончих многие имели хороший экстерьер, некоторые были крупного роста, например, Скворец — Тихомирова, другие мелковаты, например. Звонок — Лосева. Ведущих окрасов было два — черно-пегий в румянах и багряно-пегий. Стая хорошо оценивалась на испытаниях, однако имела короткий полаз и посредственные голоса.
2) Тульская стая общества охотников, образовавшаяся в двадцатых годах текущего столетия и использовавшаяся в основном для коллективных охот на волков. Вначале стая была разношёрстной и разнотипной, и в ней было много мелких собак. В корнях происхождения этих гончих были собаки глебовской и першинской солово-пегой стаи; были тут и собаки неизвестного происхождения. Тульская стая в последние годы получила кровь лучших производителей питомника ДСО Динамо, стала более однородной и достигает высокого экстерьерного уровня.
3) Русская пегая гончая Заливай — Н. Чукаева, первый чемпион породы. Фото А. МАРИНАКиевская заводская линия гончих питомника ЦС ВВОО образовалась на основе межлинейного скрещивания линии чемпиона Заливая ВРКС 8040 питомника Укрзаготпушнины (б. Чукаева) и линии собак Корниловича и Плакуна первого — Зяневича. В родословной линии, созданной этим путём, преобладали производители глебовского происхождения, а также через Душилу — Купцова попала кровь першинской англо-франко-русской стаи. Собаки киевской линии имели окрас черно-пегий в румянах и изредка серо-пегий в румянах.
4) Московская группа с большим числом потомков чемпиона Помчилы — Бочарова, чемпиона Заливая 8040 и зачатками будущей динамовской линии. Оба названных выжлеца были незаурядными полевыми работниками, вязками и мастероватыми.
5) Маринская заводская группа — в г. Сухиничах, Калужской области. Основателями её были Флейта — Марина (внучка фоксгаунда Чешайр-Стеллы) и Ураган Смирнова — Грязнова из г. Рузы. Собаки этой группы были очень крупные и костистые, но сырые и вялые, имели окрас серо-пегий в румянах.
В период 20-х—30-х годов существовала яркая линия англо-русских гончих Людскова — Казанского, происходившая от першинских и глебовских собак и отличавшаяся исключительными рабочими качествами (особенно вязкостью и мастерством). Через Кларнета 2/Г она участвовала в окончательном формировании нынешнего динамовского типа, ставшего впоследствии образцом породы.
Тяжёлые условия 1941—1945 годов, конечно, оказали отрицательное влияние на количественный рост породы, но качественное состояние её, наоборот, совершенствовалось. В 1943 году на Московской выставке было показано три стаи англо-русской породы: 1) Московского Городского Совета ДСО Динамо, 2) ЦС ВВОО, в основном киевского происхождения, и 3) Тульская.
Исключительная породность, однотипность и прекрасная сложка поставили динамовскую стаю на первое место.
Стандарт 1950—1954 годов был списан с экстерьера этой динамовской пегой гончей. Несмотря на то, что гончие Динамо в это время работали в поле плохо, производители этой линии сразу заняли в породе ведущее место, чем обеспечили общий подъём её экстерьера.
В дальнейшем, после прилития крови Кларнета ВРКОС 2/Г, через его сына Рыдая в питомнике Динамо появился целый ряд полевых победителей: Дунай II, Дунай III, Заноза, Минорка, Плакун, Сорочай, Сорока и другие. Это окончательно утвердило данную заводскую линию русских пегих гончих.
Таким образом, англо-русская гончая, существовавшая в старой России около 130 лет и все же не вылившаяся за этот срок в настоящую русскую породу, в новых условиях, лишь за 25 лет, из помеси стала ярко выраженной прекрасной породой, которая с полным правом названа русской пегой гончей.

### Англо-русские гончие
Порода выведена в России путём прилития крови фоксхаунда к русской гончей. В самостоятельную породу англо-русская гончая сформировалась в начале 20-го столетия. Впервые стандарт англо-русской гончей был утверждён I Всесоюзным Кинологическим съездом в 1925 году. В последующие годы в стандарт вносились некоторые коррективы. Англо-русская гончая отличается очень покладистым характером. Своё нынешнее название — русская пегая гончая — порода получила в 1947 году. В результате многолетней работы получен современный тип гончей — непревзойдённого работника в стае, в том числе по волку, а в одиночку и в смычке, не уступающей другим породам в преследовании лисы и зайца. Современная русская пегая гончая несколько отличается экстерьером от собак 20—30-х годов XX века. Собака выше среднего роста, крепкого типа; высота в холке выжлецов (кобелей) — 58—68 см, выжловок (сук) — 55—65 см. FCI не признана.

### Арлекины
Как писал Л. П. Сабанеев в книге «Собаки охотничьи… Борзые и гончие», «Арлекинами называют гончих собак, у которых при мраморном и непременно светло-сером или мраморно-пегом цвете шерсти еще находятся на глазах белые пятна, вследствие чего один или оба глаза делаются пестрыми или глаза сплошь (также один или оба) бывают совершенно белыми; поэтому у арлекинов никогда нельзя определить цвет их глаз, так как радужная оболочка бывает покрыта, вся или местами, как бы бельмами (голубовато-белыми пятнами).
Порода этих гончих, по уверению старинных охотников, появилась у нас в России со времени персидской кампании. Арлекины были всегда достаточно хорошими стайными гонцами по всякому зверю. При этом арлекины-гончие были собаками очень злобными, голосистыми и достаточно привязчивыми к зверю, но никогда они не были собаками очень паратыми, несмотря на всю их борзоватость по виду.»

### Эстонская гончая

##### Происхождение
Охотничья собака, распространённая в настоящее время в Прибалтике, Финляндии, России, Белоруссии и на Украине. Работа по выведению породы началась в Эстонии в середине 30-х годов XX века. Поводом для её создания послужил принятый в стране закон, запрещающий охоту с гончими, чей рост превышает 45 см в холке, и было решено главное внимание уделить низкорослой породе, с умеренной быстротой идущей по следу и не опасной для парнокопытных. К сожалению, во время войны большая часть племенного материала была уничтожена. В изданной в 1942 году книге Эдгара Вестера «Вопросы и ответы охотничьих опытов» используемые в Эстонии гончие по своему типу делятся: на длинноногих (костромские, польские и английские) и коротконогие (швейцарские, бигли).
С 1947 года по 1954 год в Эстонии просмотрели и оценили 2460 гончих, как чистокровных разных пород, так и скрещённых или смешанных собак. К сентябрю 1954 года были отобраны 48 относительно однотипных низкорослых особей, которых с 24 по 26 октября 1954 года представили для экспертизы комиссии специалистов. К тому же времени Сергей Смельков составил проект стандарта новой породы гончих собак. Порода получила название «эстонская гончая» и на основе имеющегося материала началось уже разведение этих собак. Стандарт был введён в действие 27 декабря 1954 года приказом Главного управления по охране природы, заповедникам, лесному и охотничьему хозяйствам Министерства сельского хозяйства СССР.

##### Характеристика породы
Собака ниже среднего роста, сухого крепкого типа конституции. Уравновешенная, подвижная с хорошим чутьем и красивым голосом. Трёхцветная, реже двухцветная умеренного роста пропорционально развитая собака, крепкого-сухого типа конституции. Индекс растянутости: выжлецов (кобелей): 108—110, выжловок (сук) 110—112.
Эстонские гончие отличается хорошо развитой мускулатурой и крепким костяком. Обладают выраженной охотничьей страстью, а сильно выраженный охотничий азарт обеспечивает хорошие результаты при поиске и гоне дичи в лесной местности. Основной белый цвет окраса делает собаку хорошо заметной, а звонкий голос далеко слышен. Это охотничья собака, которая чаще используется для охоты на зайцев, лисиц и рысей. В Прибалтике, Белоруссии и на Украине с эстонской гончей с успехом охотятся на копытных.

##### Описание
Голова черепная коробка умеренной ширины, округлой формы. Переход от теменной части к морде нерезкий. Морда длинная, прямая. Профиль морды приближается к прямоугольнику. Мочка носа широкая. Губы плотно обтягивают челюсти, не отвисая. Глаза несколько косо поставлены. Темно-карего цвета, края век темные. Уши длинные, не толстые, закруглённые на концах, низко посажены. Висячие, плотно прилегающие к голове. Корпус заметно растянутый. Шея округлая, мускулистая, сухая. Грудь широкая и глубокая, в значительной степени бочкообразная, доходит до локтей. Спина прямая, широкая. Поясница короткая, широкая, выпуклая, мускулистая. Живот немного подобран. Конечности крепкие, сухие, мускулистые. Лапы овальные, сводистые, в комке, когти направлены в землю. Хвост толстый у основания, постепенно утончающийся к концу, длиной до скакательного сустава, саблевидной формы. Собака несёт его некруто. Покрыт по всей длине густым волосом. Шерсть короткая, ровная, жесткая и блестящая. Подшерсток развит слабо. Окрас черно-пегий в румянах. Размер черных пятен не ограничен. Допускаются окрасы: буро-пегий в румянах, багряно-пегий и чепрачный. Мочка носа чёрного цвета. Высота в холке: кобели: 45—52 см, суки: 42—49 см.

##### Содержание и уход
Поскольку собака небольшого размера, с мягким характером, податлива в дрессировке, её вполне можно содержать в квартире, но требуются длительные прогулки в лесу или парке. Собака чистоплотная. Необходима регулярная чистка щеткой.